# Julija Anatoljewna Wetlowa
Julija Anatoljewna Wetlowa (russisch Юлия Анатольевна Ветлова; * 18. Oktober 1983 in Kandalakscha) ist eine ehemalige russische Naturbahnrodlerin. Sie wurde 2007 Vizeweltmeisterin, erreichte vier Podestplätze in Weltcuprennen und zweimal den fünften Platz im Gesamtweltcup. Zudem wurde sie 2003 Junioreneuropameisterin und ein Jahr zuvor Vize-Juniorenweltmeisterin.

## Karriere
Wetlowa stammt wie viele international erfolgreiche russische Naturbahnrodler aus Kandalakscha. Am 6. Dezember 1998 gab sie im Alter von 15 Jahren beim Auftaktrennen zur Saison 1998/1999 in Sölden ihr Debüt im Weltcup und belegte in diesem Rennen den zehnten Platz. Im Rest des Winters kam sie aber nur noch einmal im Weltcup zum Einsatz (neunter Platz in Canale d’Agordo) und sie beendete die Saison auf dem 13. Gesamtrang. Auch in der folgenden Saison bestritt sie nur zwei Weltcuprennen und wieder war ein neunter Platz, diesmal in Gummer, ihr bestes Resultat. Im Gesamtklassement wurde sie 19. Nachdem sie im Vorjahr zum ersten Mal an einer Juniorenweltmeisterschaft teilgenommen hatte und 13. wurde, ging sie Ende Januar 2000 erstmals bei einer Weltmeisterschaft in der Allgemeinen Klasse an den Start und belegte Rang zwölf. Eine Woche später wurde sie auch bei der Junioreneuropameisterschaft Zwölfte. In der Saison 2000/2001 bestritt die Russin drei Weltcuprennen und kam mit Platz vier in Moskau erstmals an die Weltspitze heran. Ein weiteres Top-10-Ergebnis beim Saisonfinale in Hüttau brachte ihr den zehnten Platz im Gesamtweltcup. Bei der Weltmeisterschaft 2001 in Stein an der Enns wurde sie Zwölfte und bei der Junioreneuropameisterschaft im selben Jahr in Tiers Neunte.
In der Saison 2001/2002 nahm Wetlowa erstmals an allen sechs Weltcuprennen teil. Sie erreichte Platzierungen um Rang zehn und wurde im Gesamtklassement punktegleich mit der Österreicherin Marlies Wagner Achte. Zwei sechste Plätze waren ihre besten Weltcupergebnisse in der Saison 2002/2003, dennoch fiel sie im Gesamtweltcup um drei Plätze auf Rang elf zurück. Große Erfolge feierte sie bei der Juniorenweltmeisterschaft 2002 in Gsies mit dem Gewinn der Silbermedaille und bei der Junioreneuropameisterschaft 2003 in Kreuth, wo sie die Goldmedaille gewann. In der Allgemeinen Klasse gelang ihr mit Platz 15 bei der Europameisterschaft 2002 in Frantschach-Sankt Gertraud noch keine Top-10-Platzierung, doch bei der Weltmeisterschaft 2003 in Železniki wurde sie immerhin Achte.
In der Saison 2003/2004 fuhr Wetlowa in allen fünf Weltcuprennen, an denen sie teilnahm, unter die schnellsten sieben und erreichte als Dritte in Moskau und Aurach ihre ersten beiden Podestplätze. Im Gesamtweltcup erzielte sie damit den fünften Platz. Ebenfalls Fünfte wurde sie bei der Europameisterschaft 2004 in Hüttau.  In den nächsten beiden Jahren konnte sie an diese Leistungen nicht anschließen. Sie kam in keinem Weltcuprennen unter die besten fünf und beendete die Saisonen 2004/2005 und 2005/2006 nur auf dem elften Gesamtrang. Ohne Top-10-Ergebnis blieb sie als Elfte bei der Weltmeisterschaft 2005 in Latsch und als Zwölfte bei der Europameisterschaft 2006 in Umhausen. Bei der WM 2005 hatte sie aber auch im Mannschaftswettbewerb teilgenommen, bei dem sie gemeinsam mit Alexander Jegorow, Denis Alimow und Roman Molwistow im Team Russland II den siebenten Platz belegte.
Ab der Saison 2006/2007 gelangen der Russin wieder bessere Ergebnisse. In diesem Winter fuhr sie in allen sechs Weltcuprennen unter die schnellsten sieben und erreichte mit Platz drei in Longiarü ihren dritten Podestplatz, den ersten seit drei Jahren. Im Gesamtweltcup belegte sie damit den sechsten Platz. Den größten Erfolg ihrer Karriere feierte die damals 23-Jährige bei der Weltmeisterschaft 2007 im kanadischen Grande Prairie, als sie hinter ihrer Teamkollegin Jekaterina Lawrentjewa, die mit über zwei Sekunden Vorsprung siegte, die Silbermedaille gewann. Zudem wurde sie mit Alexander Jegorow und Pjotr Popow im Team Russland II Vierte des Mannschaftswettbewerbes.
Ähnliche Weltcupergebnisse wie im Winter 2006/2007 erzielte Wetlowa auch in den folgenden zwei Jahren. In der Saison 2007/2008 fuhr sie in jedem Rennen unter die schnellsten acht, dreimal davon unter die besten fünf und einmal, als Dritte in Latsch, auch auf das Podest. Damit erreichte sie zum zweiten Mal nach 2003/2004 den fünften Platz im Gesamtweltcup. In ihrer letzten Weltcupsaison 2008/2009 blieb Wetlowa zwar ohne Podestplatz, sie erzielte aber zwei vierte, zwei sechste und zwei siebente Plätze und wurde Sechste im Gesamtweltcup. Bei Großereignissen konnte sie nach ihrer Silbermedaille von 2007 kein weiteres Edelmetall mehr gewinnen. Bei der Europameisterschaft 2008 in Olang wurde sie Fünfte und bei der Weltmeisterschaft 2009 in Moos in Passeier Siebente im Einsitzer und zusammen mit Alexander Jegorow und Pjotr Popow im Team Russland II Achte im Mannschaftswettbewerb. Nach der Saison 2008/2009 nahm Wetlowa an keinen internationalen Rennen mehr teil.

## Sportliche Erfolge

### Weltmeisterschaften
- Olang 2000: 12. Einsitzer
- Stein an der Enns 2001: 12. Einsitzer
- Železniki 2003: 8. Einsitzer
- Latsch 2005: 11. Einsitzer, 7. Mannschaft
- Grande Prairie 2007: 2. Einsitzer, 4. Mannschaft
- Moos in Passeier 2009: 7. Einsitzer, 8. Mannschaft

### Europameisterschaften
- Frantschach 2002: 15. Einsitzer
- Hüttau 2004: 5. Einsitzer
- Umhausen 2006: 12. Einsitzer
- Olang 2008: 5. Einsitzer

### Juniorenweltmeisterschaften
- Hüttau 1999: 13. Einsitzer
- Gsies 2002: 2. Einsitzer

### Junioreneuropameisterschaften
- Umhausen 2000: 12. Einsitzer
- Tiers 2001: 9. Einsitzer
- Kreuth 2003: 1. Einsitzer

### Weltcup
- 2× 5. Gesamtrang im Einsitzer in den Saisonen 2003/2004 und 2007/2008
- 2× 6. Gesamtrang im Einsitzer in den Saisonen 2006/2007 und 2008/2009
- 4 Podestplätze und weitere 39 Top-10-Resultate